# دریاد

دریاد، اثر اِولین د مورگان

دریادها یا هامادریادها (به یونانی: Δρυαδες, Δρυας) در اساطیر یونانی، دو نژاد از حوری‌های جنگلی یا ارواح طبیعت به شکل زنانی زیبا و جوان هستند که بر درختان، باغ‌ها و جنگل‌ها نظارت داشتند. هر یک از آن‌ها با درختی خاص که نظاره‌گر آن بود، به دنیا می‌آید، اما دریادها را بیشتر با درخت بلوط مرتبط می‌دادند. آن‌ها معمولاً به عنوان موجوداتی بسیار خجالتی در نظر گرفته می‌شدند، به جز در کنار الههٔ شکار آرتمیس، که دوست بیشتر حوری‌ها به‌شمار می‌رفت. دریادهایی که در درخت زندگی می‌کند، در این صورت به آن‌ها هامادریاد گفته می‌شود. زندگی و بقای دریادها به درختان وابسته است، و اگر درخت از بین برود، زندگی آن‌ها نیز به پایان می‌رسد. اگر درخت توسط فردی فانی از بین رود، خدایان او را برای این عمل مجازات خواهند کرد. خود دریادها نیز هر کسی را که به هر نحوی به درختان آسیب برساند را مجازات می‌کردند.
نژادهای مختلفی از دریادها وجود دارند که هر کدام با نوع خاصی از درختان مرتبط هستند. ملیای، حوری‌های درخت زبان گنجشک بودند. آن‌ها توسط گایا، بعد از ریختن خون اورانوس بر روی زمین به وجود آمدند. حوری‌هایی که به درختان میوه و مخصوصاً سیب مربوط می‌شدند را اپیملیاد یا ملیادس می‌نامیدند. آن‌ها همچنین حامی گوسفندان نیز بودند و کلمهٔ یونانی «ملاس» که از نام آن‌ها گرفته شده‌است به دو معنی گوسفند و سیب است. اورئیدس‌ها، حوری‌های درختان میوه مخروطی کوهستان بودند. اولین نژاد آن‌ها فرزندان پنج داکتیل و پنج هکاترید بودند. هامادریادها حوری‌های درخت بلوط و سپیدار به‌شمار می‌رفتند. آن‌ها همچنین با درختان لب رودخانه‌ها و باغ‌های مقدس مرتبط هستند. دافنای، حوری‌های درختان برگ بو، یکی از نژاد نادر درختان خاص بودند.